# Hontecillas
Hontecillas es un municipio y localidad española de la provincia de Cuenca, en la comunidad autónoma de Castilla-La Mancha. El término municipal, ubicado en la ribera izquierda del Júcar, tiene una población de 55 habitantes (INE 2024).

## Geografía

### Ubicación
Se encuentra situado en la ribera del Pantano de Alarcón, entre los pueblos de Buenache de Alarcón, a apenas 4 km y Valverde de Júcar a 10 km. Corresponde a la provincia de Cuenca y su distancia respecto a la capital se sitúa a tan solo 54 km.

## Demografía
Hontecillas cuenta con una población de 55 habitantes (INE 2024).
| Gráfica de evolución demográfica de Hontecillas entre 1842 y 2021                                                   |
| |
| Población de derecho según los censos de población del INE Población de hecho según los censos de población del INE |

## Historia
Hacia mediados del siglo XIX, el lugar tenía contabilizada una población de 533 habitantes. La localidad aparece descrita en el noveno volumen del Diccionario geográfico-estadístico-histórico de España y sus posesiones de Ultramar de Pascual Madoz de la siguiente manera:

HONTECILLAS: v. con ayunt. en la prov. y dióc. de Cuenca (6 1/2 leg), part. jud. de la Motilla del Palancar (4), aud. terr. de Albacete (14), c. g. de Madrid (24). sit. á la marg. izq. del r. Júcar, combatida por todos los vientos, con clima benigno y sano, no conociéndose mas enfermedades que algunas tercianas. Tiene 128 casas inclusas la de ayunt. que sirve de cárcel y un pósito, escuela de primeras letras, a la que asisten 16 niños, dotada con 268 rs. y una pequeña retribucion que dan los padres de los alumnos; para surtido de la pobl. hay 2 fuentes de agua dulce en el interior y varias fuera, una igl. parr. bajo la advocacion de Ntra. Sra. del Romeral, servida por un cura de primer ascenso y un sacristan; en el centro una ermita de Ntra. Sra. de la Concepcion y al N. y S. se halla el campo santo que no perjudica a la salubridad. Confina el term. por N. con Valera de Abajo y Piquero; por E. y S. con Buenache de Alarcon, y por O. con el mencionado r. y Valverde, su estension es de N. á S. (1/2 leg.) y de E. á O. (1): el terreno es arenisco en su mayor parte y poco productivo con varios árboles frutales, y al N. tiene un monte de mata baja que sirve de invernadero al ganado. Los caminos son locales y uno que dirige de Madrid á Valencia se hallan en mal estado. La correspondencia la recibe de Valverde todos los días. prod.: trigo, cebada, centeno, avena, vino, aceite, azafran, legumbres y zumaque de buena calidad; se cria ganado lanar, y caza de liebres, conejos y perdices. ind.: la agrícola y tres telares de lienzos y cordellate. El comercio está reducido á la venta de productos sobrantes y compra de arroz, bacalao y agrios. pobl. 134 vec., 533 alm. cap. prod.: 1.508,180. imp.: 73,409. el presupuesto municipal asciende á 2,152rs. y se cubre con los derechos que se pagan por peso y medida y productos de las fincas de propios.
(Madoz, 1847, p. 221)

## Administración
| Periodo   | Nombre                         | Partido |
| --------- | ------------------------------ | ------- |
| 2003-2007 | Carmelo Antonio Alarcón Cavero | PSOE    |
| 2007-2011 | Carmelo Antonio Alarcón Cavero | PSOE    |
| 2011-2015 | José Javier Escribano Llorens  | PSOE    |
| 2015-2019 | José Javier Escribano Llorens  | PSOE    |
| 2019-2023 | Jorge López Contreras          | VOX     |

## Monumentos y lugares de interés

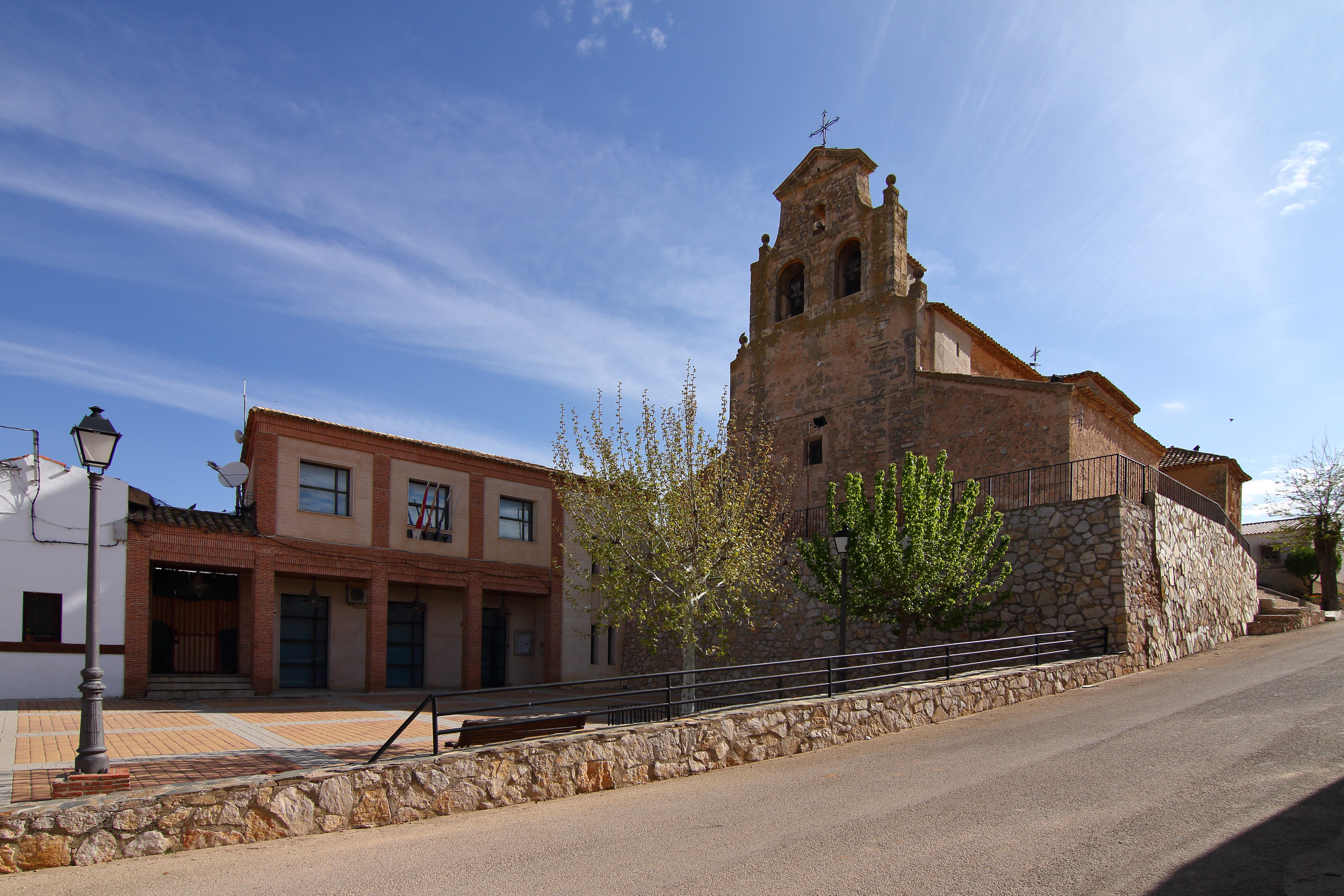
Iglesia y ayuntamiento

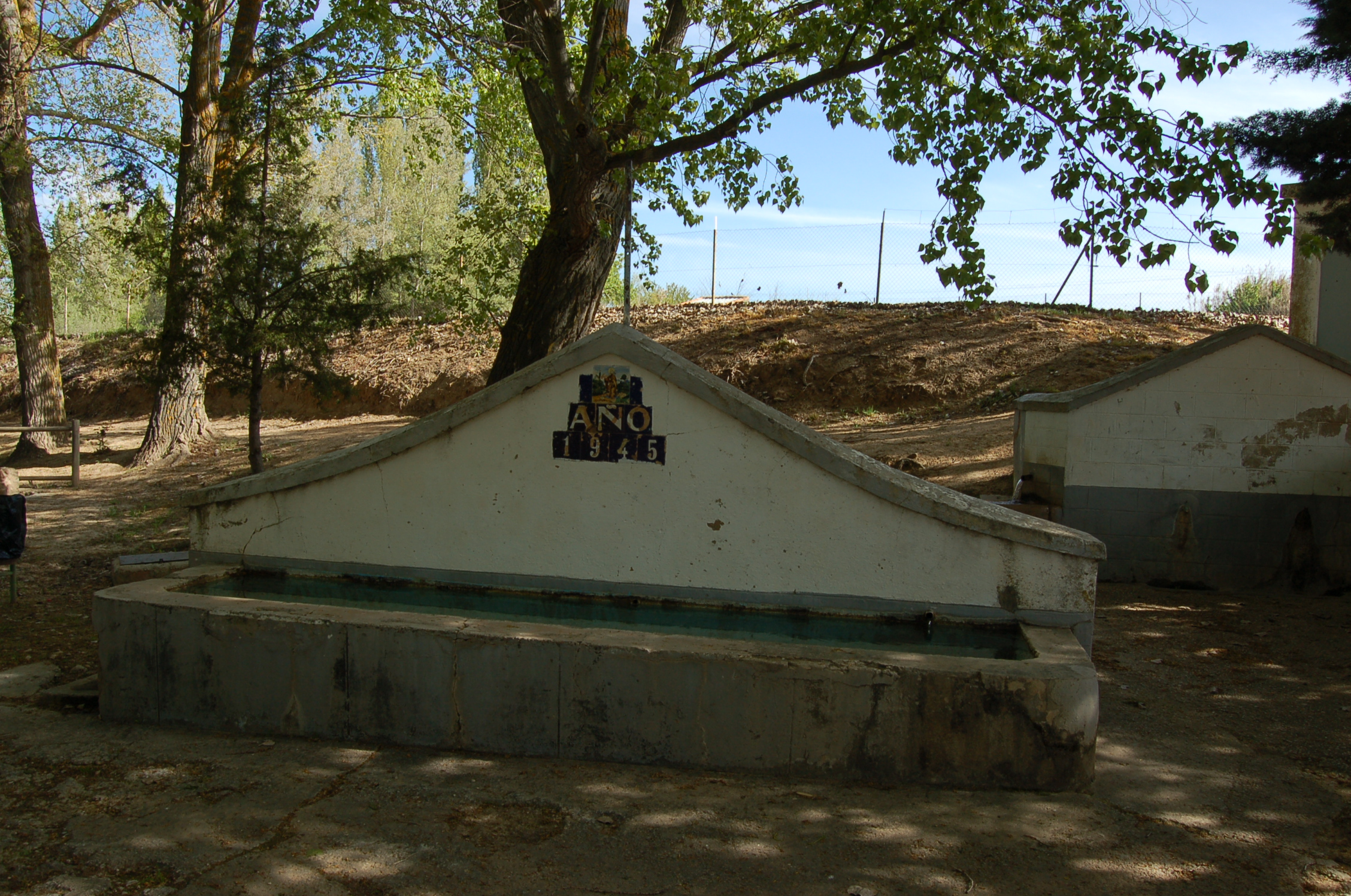
Lavadero en el parque de La Fuente

- Iglesia de Nuestra Señora la Virgen del Romeral. Se trata de un templo de estilo románico.
- Parque de la Fuente, conocido popularmente como "Parque del Lavadero". Su nombre se debe a la ubicación dentro del mismo del lavadero donde las mujeres iban a lavar la ropa en tiempos pasados. Actualmente hay otra fuente de estilo romano, sacada a la luz con excavaciones durante el año 2011.
- El Rollo Jurisdiccional, colocado en 1426 por Juan II de Castilla, está situado a la derecha de la entrada del municipio, junto a la carretera.[6]
- Ermita. Templo pequeño que sirve para dar la misa los domingos invernales, dado que es un lugar más pequeño que la Iglesia. Su ubicación se sitúa al comienzo de la Calle San Pedro.
- Plaza del Ayuntamiento, reinaugurada por el presidente de Castilla-La Mancha José María Barreda en 2005.
- Fuente del Pilar. Se trata de una fuente famosa por su agua.
- Pantano de Alarcón. El término municipal de Hontecillas tiene una parte ocupada por las aguas del pantano de Alarcón, que se alimenta principalmente de la corriente del río Júcar.

## Fiestas y tradiciones

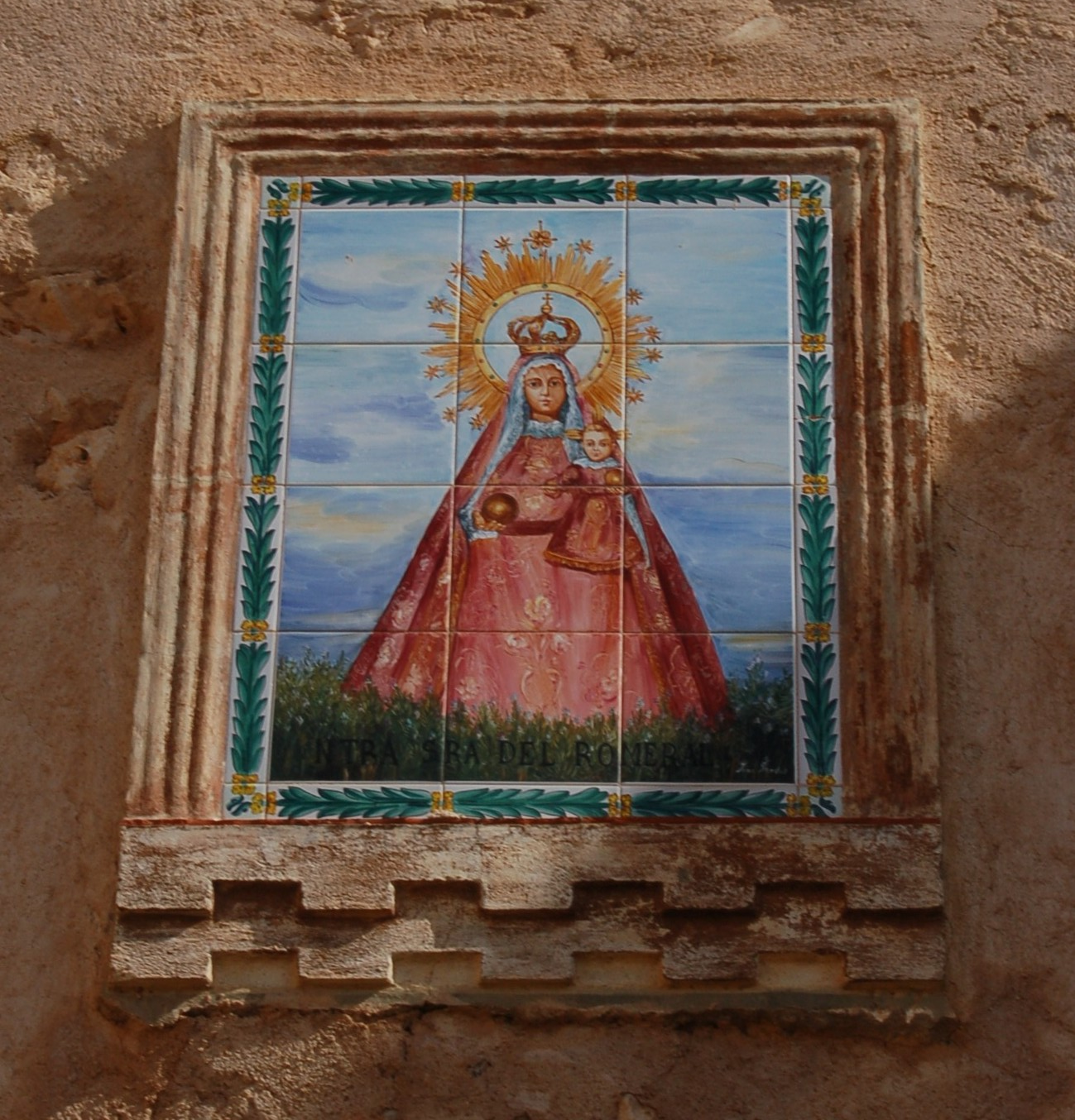
Pintura de Nuestra Señora del Romeral en la iglesia.

- Fiestas patronales en honor a su patrona, la Virgen del Romeral. El día grande es el 15 de agosto, cuando se celebra la procesión en honor a su patrona, la Virgen del Romeral.[7] Las noches de verbena comienzan el 13 o el 14. Si se inician el 13, las noches de baile serán dicho día más el 14 y el 15, celebrándose el día 16 el tradicional Concurso de Calderetas. Si por el contrario por conveniencia de fechas la primera noche con música es la del 14, las noches de baile se  alargarán hasta el día 16, pasando la celebración del concurso de Calderetas al día 17.

- Fiestas en honor a San Antón. San Antonio abad es el Patrón de los animales. Aunque el día de San Antón es el 17 de enero la celebración se lleva a cabo el tercer fin de semana de enero. La razón es que muchos de los cofrades no habitan en el municipio, por lo que si fuera un día de diario sería complicado su asistencia.